# Aurora (Sängerin)

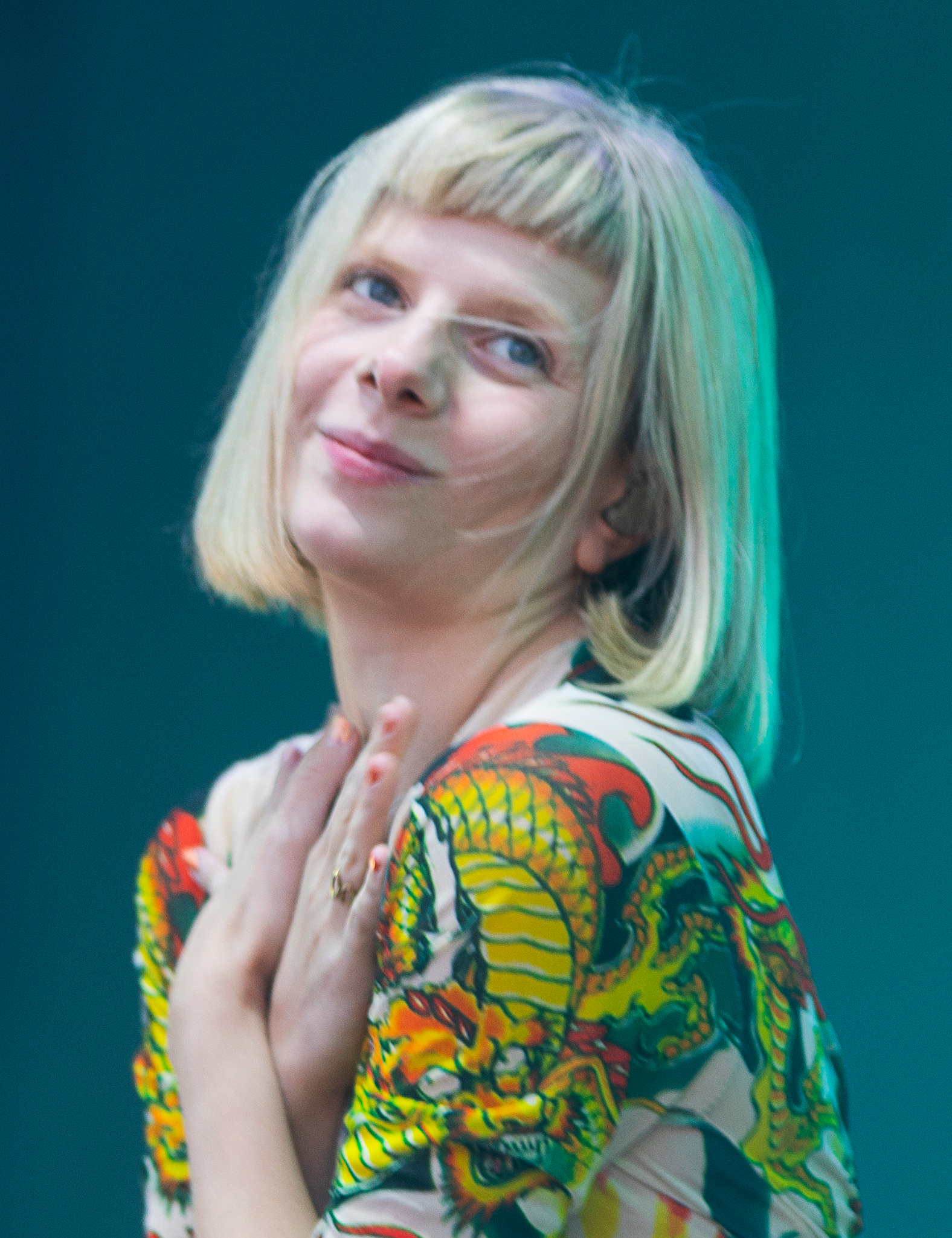
Aurora auf dem Parkenfestivalen in Bodø, Norwegen (2023)

Aurora (Eigenschreibweise: AURORA) (* 15. Juni 1996 in Stavanger als Aurora Aksnes) ist eine norwegische Sängerin, Tänzerin, Songwriterin und Musikproduzentin.

## Leben

### Herkunft
Aksnes kam im Jahr 1996 als Tochter einer Hebamme und eines Unternehmers, die beide im Chor sangen, in Stavanger zur Welt. Sie hat zwei ältere Schwestern. Nachdem ihre Familie zunächst in der Kommune Sandnes lebte, zog sie im Alter von drei Jahren mit ihrer Familie nach Os im Raum Bergen. Mit sechs Jahren begann sie das Klavierspiel zu erlernen. Später fing sie damit an, eigene Lieder zu schreiben. Ende 2012 wurde ohne ihr Wissen ihr Lied Puppet auf YouTube veröffentlicht. Mit dem Lied wurde Aksnes schließlich vom norwegischen Radiosender NRK P3 als Newcomerin der Woche (Ukas urørt) geführt.

### Karrierebeginn und Durchbruch
Ihre Debütsingle ist das im März 2014 erschienene Lied Awakening. Im Februar 2014 trat sie im Alter von 17 Jahren mit zu diesem Zeitpunkt nur einer veröffentlichten Single beim Musikfestival by:Larm auf. Dort wurde sie als „gutes weibliches Vorbild“ mit einem Preisgeld von 50.000 Kronen ausgezeichnet. Von der norwegischen Zeitung Dagbladet wurde sie mit ihrem Auftritt als „Gewinnerin“ des Festivals betitelt. Im selben Jahr trat sie auch beim Øyafestivalen auf und sie brach die weiterführende Schule ab, um sich vollständig auf ihre Musikkarriere zu fokussieren. Sie erhielt schließlich im Jahr 2014 Verträge bei Petroleum Records für Norwegen, bei Glassnote Records für die USA und international beim britischen Musiklabel Decca Records. Beim Musikpreis P3 Gull wurde Aksnes im Jahr 2014 in der Newcomer-Kategorie nominiert.
Bekannt wurde Aurora Aksnes im Alter von 18 Jahren durch ihr Lied Running with the Wolves aus ihrer gleichnamigen Debüt-EP, die im Mai 2015 veröffentlicht wurde. Das Lied wurde in Deutschland für Vodafone-Werbungen genutzt und konnte in die deutschen Singlecharts einsteigen. Das Lied fand zudem als Titellied der britischen Serie Wolfblood – Verwandlung bei Vollmond Verwendung. Von der US-amerikanischen Sängerin und Songschreiberin Katy Perry wurde sie für Runaway als vielversprechendes Nachwuchstalent gelobt. Aksnes’ Lied Conqueror wurde im Videospiel FIFA 16 und der Song Under Stars im Abspann von Mass Effect: Andromeda verwendet.
Aksnes ist auch als Songwriterin für andere Künstler tätig. So findet sich beispielsweise mit In the Light ein Lied aus ihrer Feder auf dem 2015 veröffentlichten Album Crystal Sky der deutschen Sängerin Lena Meyer-Landrut. Im November 2015 hatte sie einen musikalischen Auftritt in der deutschen Late-Night-Show Inas Nacht. Im gleichen Jahr trat sie beim Friedensnobelpreiskonzert auf. Für einen Werbespot für die britische Kaufhauskette John Lewis nahm sie im Jahr 2015 eine Coverversion des Oasis-Songs Half the World Away auf. Damit schaffte sie es auf Platz elf der britischen Charts. Beim norwegischen Musikpreis Spellemannprisen 2015 gewann sie in der Newcomer-Kategorie. Sie wurde zudem für Running With the Wolves in der Kategorie „Lied des Jahres“ nominiert.
Im März 2016 veröffentlichte Aksnes ihr Debütalbum All My Demons Greeting Me As a Friend. Mit diesem platzierte sie sich in Norwegen an der Spitze der Albumcharts. In Deutschland und Großbritannien erreichte sie jeweils einen Platz in den Top 30. Mehrere der Lieder ihres Debütalbums schrieb sie gemeinsam mit Odd Martin Skålnes und Magnus Skylstad. Das Album wurde beim Spellemannprisen 2016 als „Album des Jahres“ nominiert. Aksnes selbst gewann für das Album in der Popsolisten-Kategorie. Zudem wurde das Musikvideo zu ihrem Lied I Went Too Far als Musikvideo des Jahres ausgezeichnet.

### Weitere Karriere
In den Jahren 2018 und 2019 brachte Aksnes ein zweiteiliges Album heraus. Der erste Teil war das in EP-Form erschienene Infections of a Different Kind – Step 1, das im September 2018 veröffentlicht wurde. Im Juni 2019 folgte mit A Different Kind of Human – Step 2 der zweite Teil. Zuvor hatte sie daraus bereits unter anderem die Singles Animal und The Seed veröffentlicht. Für die Produktion der brasilianischen Telenovela Deus Salve o Rei (deutsch Gott schütze den König) sang sie als Titelmelodie den traditionellen Song Scarborough Fair.
Für die Neuverfilmung von Dumbo aus dem Jahr 2019 sang sie Baby Mine. Im November 2019 war Aurora für das Lied Wo noch niemand war des Films Die Eiskönigin II als Hintergrundsängerin tätig. Am 9. Februar 2020 spielten Menzel und Aurora das Lied während der 92. Oscar-Verleihung zusammen mit neun der internationalen Sänger des Songs, die in neun verschiedenen Sprachen sangen. Im Mai 2020 startete Aksnes mit der Single Exist for Love den Auftakt des nächsten Albums. Anfang September 2020 veröffentlichte Aksnes den Song The Secret Garden zur Neuverfilmung Der geheime Garten. Im Oktober 2020 nahm Aurora Aksnes eine Coverversion Thank U (Original von Alanis Morissette) auf. Ende 2020 veröffentlichte sie den Titelsong Stjernestøv zur gleichnamigen, beim norwegischen Rundfunk Norsk rikskringkasting (NRK) ausgestrahlten Weihnachtsserie.
Am 7. Februar 2021 feierte das Lied Runaway seinen sechsten Geburtstag. Aufgrund des Ehrentages stellte Aksnes fünf weitere EPs aus ihren Songs zusammen. Im Frühjahr 2021 war das bereits 2015 veröffentlichte Lied Runaway auf Plattformen wie TikTok und Instagram erfolgreich. Dort wurde es als Hintergrundmusik für einen Filter benutzt. Durch diesen viralen Trend landete das Lied in den Spotify-Charts. Auf YouTube hatte es mit Stand Anfang 2025 679 Millionen Aufrufe.
Im Juli 2021 veröffentlichte Aurora Aksnes die zweite Single Cure For Me ihres anstehenden Albums. Das Lied gilt als Kritik an Konversionstherapien. Im Oktober 2021 brachte Aksnes die dritte Single Giving in to the Love aus heraus. Das Album The Gods We Can Touch wurde schließlich im Januar 2022 veröffentlicht. Im selben Monat brachten Aurora und Pomme zusammen Everything Matters heraus, wobei Pomme den französischen Teil des Liedes schrieb und einsang. Im November 2022 gewann sie beim norwegischen Musikpreis P3 Gull den P3-Preis. Zusammen mit „thatgamecompany“ hat AURORAS Konzert in „Sky-children of the light“ einen Guinness World Record aufgestellt. Für die Live-Action Serie One Piece, die seit dem 31. August 2023 auf Netflix läuft, wurde das Lied My Sails Are Set von Sonya Belousova und Giona Ostinelli komponiert, in dem Aurora den Gesang übernahm.

## Auszeichnungen
Spellemannprisen
- 2015: „Newcomer des Jahres“
- 2016: „Popsolist“
- 2016: „Musikvideo des Jahres“ (für I Went to Far)
- 2021: „Internationaler Erfolg des Jahres“

P3 Gull
- 2022: P3-Preis[22]

## Diskografie
Studioalben
- 2016: All My Demons Greeting Me as a Friend (Decca Records, Petroleum and Glassnote Records)
- 2018: Infections of a Different Kind - Step 1 (Decca Records, Petroleum and Glassnote Records)
- 2019: A Different Kind of Human (Step 2) (Decca Records, Petroleum and Glassnote Records)
- 2022: The Gods We Can Touch (Decca Records, Petroleum and Glassnote Records)
- 2024: What Happened to the Heart? (Decca Records, Petroleum and Glassnote Records)

EPs
- 2015: Running with the Wolves (Vertigo Berlin / Universal Music, NO: Platin)
- 2018: Infections of a Different Kind - Step 1 (Decca Records, Petroleum and Glassnote Records)

Zusammenstellungen
- 2020: Infections of a Different Kind of Human
- 2021: For the Humans Who Take Long Walks in the Forest
- 2021: Music for the Fellow Witches Out There
- 2021: Music for the Free Spirits
- 2021: Stories
- 2021: For the Metal People

Singles (Auswahl)
- 2012: Puppet (Sound Patrol Records)
- 2014: Awakening
- 2014: Under Stars
- 2015: Runaway (US: Platin)
- 2015: Running with the Wolves (NO: Platin)
- 2015: Murder Song (5, 4, 3, 2, 1)
- 2015: Half the World Away (NO: Gold)
- 2016: Conqueror (NO: Platin)
- 2016: Warrior
- 2016: I Went Too Far (NO: Gold)
- 2016: Winter Bird
- 2018: Scarborough Fair für die Serie Deus Salve o Rei
- 2018: Queendom
- 2018: Forgotten Love
- 2019: Animal
- 2019: The Seed
- 2019: The River
- 2019: A Different Kind of Human
- 2019: Apple Tree
- 2019: Daydreamer
- 2019: Baby Mine Disney Dumbo 2019 (Oskar nominiert)
- 2020: Walking in the Air
- 2020: Into the Unknown (Oskar nominiert)
- 2020: Exist for Love
- 2020: The Secret Garden
- 2020: Thank U
- 2020: Stjernestøv
- 2021: Cure for Me
- 2021: Giving in to the Love
- 2021: Midas Touch
- 2021: Heathens
- 2022: A Dangerous Thing/Everything Matters (feat. Pomme; Doppelsingle)
- 2022: A Temporary High
- 2022: Blood in the Wine
- 2022: The Woman I Am
- 2022: Storm (Duett mit Wu Qing-feng)
- 2022: The Devil Is Human
- 2022: A Potion For Love
- 2022: Hunting Shadows
- 2023: Butterflies (mit Tom Odell)
- 2023: Pink Moon
- 2023: My Sails Are Set (from the Netflix Series One Piece)
- 2023: Your Blood
- 2024: Bring Me The Horizon "liMOusIne" feat Aurora
- 2024: The Conflict of the Mind
- 2024: Some Type of Skin
- 2024: To Be Alright
- 2024: Dreams
- 2024: Do you feel?
- 2024: Invisible Wounds
- 2024: The Blade
- 2024: A Soul With No King
- 2024: My Body Is Not Mine
- 2024: Earthly Delights
- 2024: Starvation

Als Gastsängerin
- 2024: Limousine (mit Bring Me the Horizon)

Regie
- Exist for Love, Musikvideo
- Cure for Me, Musikvideo mit Sigurd Fossen
- Storm, Musikvideo mit Sigurd Fossen

## Auszeichnungen für Musikverkäufe
| Goldene Schallplatte - Brasilien - 2023: für die Single The River - 2023: für die Single Scarborough Fair - 2023: für die Single The Seed - 2023: für die Single Exist for Love - 2023: für die Single Forgotten Love - 2023: für die Single Murder Song (5, 4, 3, 2, 1) - 2023: für die Single Queendom - 2024: für die Single Into the Unknown - Dänemark - 2022: für die Single Runaway - 2025: für das Album All My Demons Greeting Me as a Friend - Italien - 2021: für die Single Runaway - Polen - 2023: für die Single Cure for Me - Portugal - 2021: für die Single Runaway - Spanien - 2024: für die Single Runaway | Platin-Schallplatte - Brasilien - 2023: für die Single Warrior - 2023: für die Single Running with the Wolves - 2023: für die Single Cure for Me - Kanada - 2020: für die Single Into the Unknown 2× Platin-Schallplatte - Australien - 2024: für die Single Into the Unknown - Polen - 2024: für die Single Runaway 14× Platin-Schallplatte - Indien - 2025: für die Single Runaway Diamantene Schallplatte - Brasilien - 2023: für die Single Runaway |

Anmerkung: Auszeichnungen in Ländern aus den Charttabellen bzw. Chartboxen sind in ebendiesen zu finden.
| Land/RegionAuszeichnungen für Musikverkäufe (Land/Region, Auszeichnungen, Verkäufe, Quellen) | Silber  | Gold       | Platin       | Diamant  | Verkäufe  | Quellen                 |
| -------------------------------------------------------------------------------------------- | ------- | ---------- | ------------ | -------- | --------- | ----------------------- |
| Australien (ARIA)                                                                            | —       | —          | 2× Platin2   | —        | 140.000   | aria.com.au             |
| Brasilien (PMB)                                                                              | —       | 8× Gold8   | 3× Platin3   | Diamant1 | 590.000   | pro-musicabr.org.br BR2 |
| Dänemark (IFPI)                                                                              | —       | 2× Gold2   | —            | —        | 55.000    | ifpi.dk                 |
| Deutschland (BVMI)                                                                           | —       | Gold1      | —            | —        | 200.000   | musikindustrie.de       |
| Indien (IMI)                                                                                 | —       | —          | 14× Platin14 | —        | 1.680.000 | Einzelnachweise         |
| Italien (FIMI)                                                                               | —       | Gold1      | —            | —        | 35.000    | fimi.it                 |
| Kanada (MC)                                                                                  | —       | —          | Platin1      | —        | 80.000    | musiccanada.com         |
| Norwegen (IFPI)                                                                              | —       | 2× Gold2   | 8× Platin8   | —        | 340.000   | ifpi.no                 |
| Polen (ZPAV)                                                                                 | —       | Gold1      | 2× Platin2   | —        | 125.000   | olis.pl                 |
| Portugal (AFP)                                                                               | —       | Gold1      | —            | —        | 5.000     | Einzelnachweise         |
| Spanien (Promusicae)                                                                         | —       | Gold1      | —            | —        | 30.000    | elportaldemusica.es     |
| Vereinigte Staaten (RIAA)                                                                    | —       | —          | 5× Platin5   | —        | 5.000.000 | riaa.com                |
| Vereinigtes Königreich (BPI)                                                                 | Silber1 | Gold1      | 2× Platin2   | —        | 1.660.000 | bpi.co.uk               |
| Insgesamt                                                                                    | Silber1 | 18× Gold18 | 37× Platin37 | Diamant1 |           |                         |